# Abandonnée (film, 1908)
Cet article concerne le film sorti en 1908. Pour celui de 2006, voir Abandonnée (film, 2006).
Pour plus de détails, voir Fiche technique et Distribution.
Abandonnée (titre original italien : L'abbandonata) est un film muet italien réalisé par Mario Caserini, sorti en 1908.

## Fiche technique
- Titre : Abandonnée
- Réalisation : Mario Caserini
- Société de production : Cines
- Pays d'origine :  Royaume d'Italie
- Langue : italien
- Format : Noir et blanc – 1,33:1 – 35 mm – Muet
- Année : 1908[1]

## Distribution
- Maria Caserini (créditée sous le nom de Maria Gasperini)
- Cesare Moltini